# Route nationale 119 (Italie)
Pour les articles homonymes, voir Route nationale 119 (homonymie).
La route nationale 119 (SS 119, Strada statale 119 ou Strada statale "di Gibellina") est une route nationale d'Italie, située en Sicile, elle relie Alcamo à Castelvetrano sur une longueur de 56,088 km.